# Hortense Clews
Hortense Clews née Daman, (12 août 1926 – 18 décembre 2006), est une membre de la Résistance belge durant la Seconde Guerre mondiale.

## Biographie

### Enfance
Née Hortense Daman à Louvain, elle est la fille de Jacques et Stéphanie Daman, propriétaires d'une épicerie.

### Seconde Guerre mondiale
Elle s'implique dans la Résistance belge à 13 ans, après l'invasion de la Belgique par l'Allemagne nazie en 1940. Son frère François, alors âgé de 26 ans, est membre de l'armée belge. Lors de l'invasion allemande, il travaille pour la Croix-Rouge, comme couverture pour son activité dans l'armée belge des partisans, un groupe de la résistance intérieure belge. Daman commence à aider son frère lors d'évasions de militaires alliés capturés et en distribuant le plus populaire des journaux clandestins, La libre Belgique
Elle travaille principalement comme courrier, transportant les messages, des explosifs et des armes dans le panier de son vélo sous couvert d'effectuer des livraisons pour l'épicerie de sa mère. Une fois, au cours de ces livraisons, elle est arrêtée par des militaires allemands pour une vérification d'identité. Heureusement, Daman a aussi des marchandises de l'épicerie avec elle et les œufs qu'elle transporte confirment son alibi. Alors que les leaders de la Résistance sont arrêtés ou assassinés, Daman est envoyée recueillir des dossiers confidentiels. Dans le train du retour, elle subit un contrôle de la Geheime Feldpolizei qui inspecte aussi les sacs et colis. Bien que détenant des dossiers compromettants, elle n'est pas découverte.

#### Trahison et arrestation
Le 14 février 1944, la Gestapo fait irruption dans la maison familiale après une dénonciation. Hortense est arrêtée avec ses parents et ils sont emmenés à la prison locale pour être interrogés par la Gestapo et les SS. Elle est interrogée chaque jour pendant 30 jours. Elle est condamnée à mort sans procès et déportée à Ravensbrück avec sa mère ; son père est déporté à Buchenwald.

#### À Ravensbrück
À Ravensbrück, elle est soumise à des expériences médicales : on lui infecte la jambe avec la gangrène (les médecins refusent de l'amputer) et on tente de la stériliser de force,,
. Sa vie est sauvée par les actions de l'agente secret britannique Violette Szabo, qui est aussi prisonnière.

### Après-guerre
À la fin de la guerre, Hortense et sa mère sont prises en charge par la Croix-Rouge suédoise et elle retrouve son père et son frère.
En 1946, elle rencontre Sydney Clews, sergent-chef de l'armée britannique ; ils s'installent à Newcastle-under-Lyme dans le Staffordshire. Seize ans après les expériences menées sur elle à Ravensbrück, elle donne naissance à sa fille Julie et, sept ans plus tard, à son fils Christopher,.
Daman est récipiendaire du grand prix du gouvernement Belge en raison de ses services. En 1989, Mark Bles rédige sa biographie, Child at War.
Hortense Daman Clews meurt le 18 décembre 2006 à Newcastle-under-Lyme, à l'âge de 80 ans.